# ترایچو کاستوف

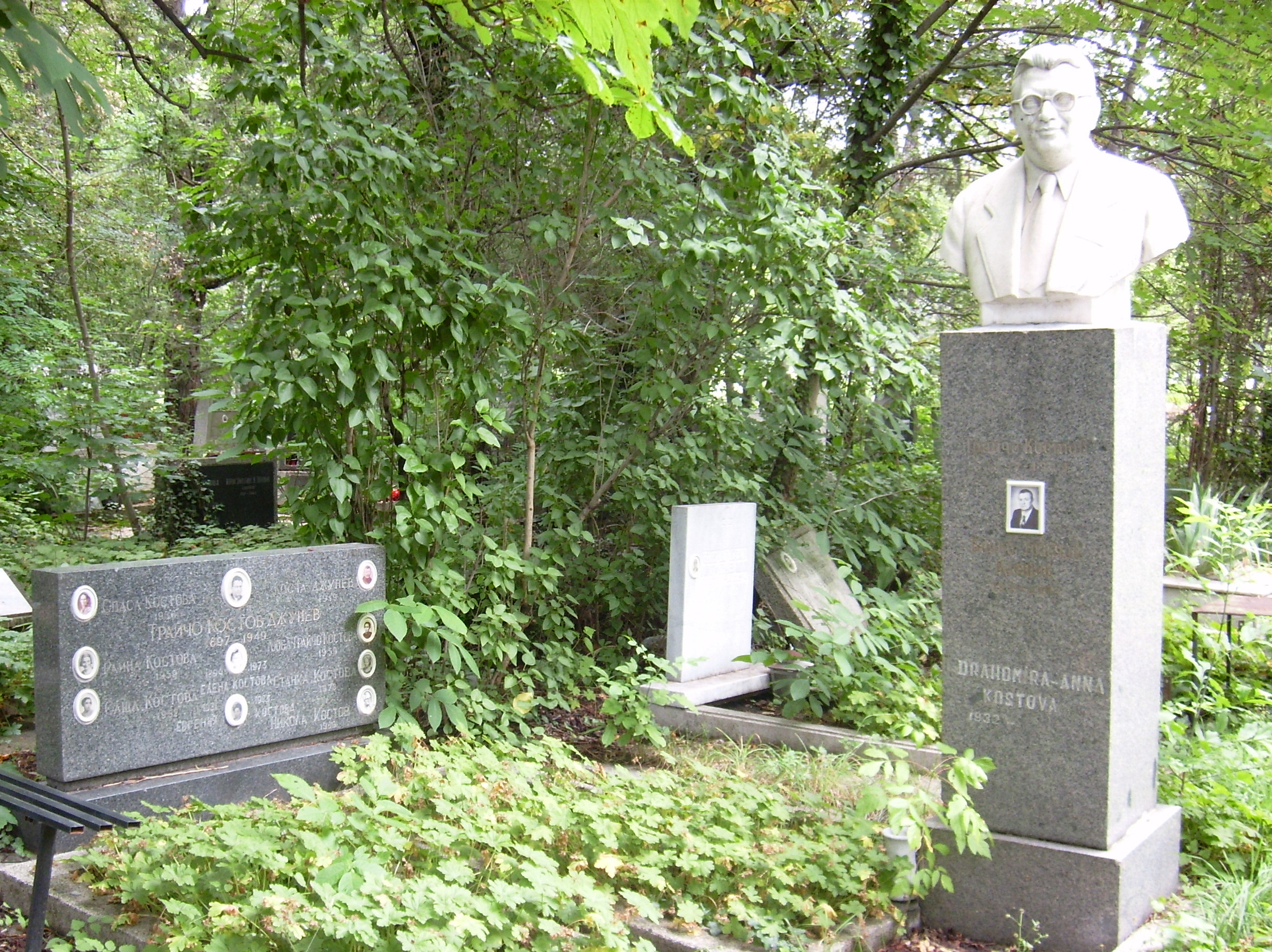

 ترایچو کاستوف (بلغاری: Трайчо Костов Джунев؛ ۱۷ ژوئن ۱۸۹۷ – ۱۶ دسامبر ۱۹۴۹) یک کمونیست اهل بلغارستان بود.